# Ясников Олександр Олексійович
Олександр Олексійович Ясников (* 25 липня 1923, с. Миловське Івановської обл. — 19 січня 1999) — вчений в області хімії природних сполук, член-кореспондент НАН України (1969).
Закінчив Івановський хіміко-технологічний інститут (1947), З 1950 до 1987 працював в Інституті органічної хімії АН УРСР (з 1963 — завідувач відділу хімії фотосинтезу).
Основний науковий роботи стосувалися дослідженню механізму хімічних і біохімічних реакцій, пошуку і дослідженню органічних каталізаторів, що моделюють дію ферментів на окремих стадіях фотосинтезу, розкриттю механізму фотосинтетичного фотофосфорилювання в хлоропластах рослин. На основі аналізу кінетики реакцій конденсації альдегідів, каталізованих діамінами, запропонував механізм каталізу ферментом альдолазою.
Лауреат премії ім. Л. В. Писаржевського (1971).